# Sottrup Kirke
Sottrup Kirke er en kirke i Vester Sottrup på Sundeved, som blev opført omkring år 1200 og består af kor, skib af kamp og en gotisk korforlængelse i mursten.
Kirkerummet er fra romansk tid (1050-1250), mens tårnet i sin oprindelse var fra 1400-tallet. Kirken ligger i midten af en stor kirkegård, der begrænses af en kampestensmur.
Kirken er højtbeliggende, hvidkalket og blytækket. Det gotiske, høje tårn har talrige murankre, og i 1650 blev det suppleret med kraftige støttepiller. Det afsluttes af et højt, skiferdækket spir, der fik sin nuværende form og højde efter en brand i 1860. Inde i kirken hænger 2 mindetavler med omtale af tårnets ødelæggelser. I tårnet er der ophængt to klokker. Den ene er fra 1656, men genstøbt i 1829 af Beseler i Rendsborg. Den anden er en genforeningsklokke fra 1920 med vers af Helge Rode og udsmykning af Sven Thue, støbt af De Smithske Jernstøberier i Aalborg.

## Kirkens historie
Et fritstående klokkehus opført 1666, af egetræ, med bræddebeklædning og spåntag, på kirkegårdens sydvestlige del, blev bygget, fordi tårnet var blevet svagt, og det var forbundet med stor fare at ringe med den store klokke, og den anden klokke stod ubrugt i kirken, da den ikke kunne hænge i tårnet. Efter at tårnet var blevet restaureret blev klokkehuset solgt i 1863 til nedbrydning for 96 rigsdaler.
Den 2. april 1864 var Sottrup Kirke udsat for en speciel kirkegang. Preusserne planlagde en overgang over Alssund, derfor skulle alle "spioner" hindres i en kontakt med den danske hær på Als. Derfor havde preusserne sørget for en "gudstjeneste". Ca. 300 mænd og kvinder og børn blev jaget ind i kirken og der blev sat dobbelt vagt ved døren.

## Prædikestolen
Prædikestolen med opgang og himmel fra 1642 er skåret af Claus Gabriel fra Flensborg, og foræret til kirken af hertug Philip af Slesvig-Holsten-Sønderborg-Glücksborg. I de fire panelfelter er der fremstillinger af Maria bebudelse, Jesu fødsel, De hellige tre Konger og Kristi dåb. Figurerne i hjørnerne af Kristus og de fire evangelister er skåret af samme forlæg som Glücksborg altertavlen omkring 1635-42. Den femkantede himmel er omdannet i 1844. Arbejdet blev udført af snedker Mathias Petersen (1807-1873), som boede i V. Sottrup. Under himlens loft, er den forgyldte Betlehemsstjerne fæstnet til den ligeledes forgyldte Helligåndsdue.

## Alteret
Alterbordet, der er muret og hult, opførtes 1783. Altertavlen fra 1783 er udført af snedkermester Christensen fra Sottrup med anvendelse af dele fra en ældre tavle fra 1703. Den gamle altertavle var så medtaget af svamp og orm, at den måtte nedbrydes og erstattes af en ny, dog således at »tavlen« (dvs. storfeltet) og de to piller fra det gamle alter genanvendtes. I den nye tavles storstykke indgår den gamles storfelt, der flankeres af korintiske pilastre med pålagte akantusbladranker, samt af de gamle, glatte trekvartsøjler, der af rammeværket er skudt frem i planet; her udenfor står bladsmykkede snosøjler i plan med storfeltet. De smalle rokoko-storvinger er smykket med akantusblade og klokkeblomster. Postamentfeltet er tredelt og har flade fremspring for pilastrene, større for storsøjlerne. De sidstes barnehoveder er fra den gamle tavle. Over storfeltet skyder gesimsen sig i en bue op i topfeltet, der flankeres af glatte, korintiske søjler på frie postamenter; topstykket består af en gennembrudt oval med Helligåndsdue i stråler, omgivet af gitter- og rocaille værk. Ud for søjlerne står gitterværkspostamenter med vaser.
Altertavlens malerier med Jesu opstandelse er udført af Jes Jessen (1743-1807) i Aabenraa. I storfeltet ses opstandelsen, i topfeltet Himmelfarten og i fodstykket Nadveren. Han har imidlertid ikke ønsket at følge kirkens forskrifter, og i storfeltet malede han opstandelsen i stedet for korsfæstelsen. Sottrup kirkes altertavle er et godt eksempel på, hvorledes fremstillingen af en altertavle lader sig rekonstruere ved hjælp af de bevarede arkivalier. Tavlen er ikke skabt under en kunstners klare helhedssyn, men ved et kompromis — affødt af de praktiske forhold.
I sommeren 2011 fik Sottrup kirke et nyt altertæppe, udført af Hanne Skyum, Kegnæs, og inspireret af kalkmaleriernes frodige grønne ranker, der af mange tolkes som den "blodrøde storkenæb", der vokser ved Snogbækken ved den gamle præstegård i Snogbæk. Tæppet er indfarvet af kunstneren selv, og vævet i gobelin-stil.

## Døbefonten
Den romanske granit døbefont er af den såkaldte ranketype. Kummen er hugget i et med det koniske skaft, har foroven og forneden to flade vulster og ved overgangen til skaftet endnu en; retkantet fod med hjørnehoveder samt relieffer af lindorm, ged, hund og drage.

## Orgel
Orglet fra 1844 er bygget af Marcussen & Søn, som fra 1806 til 1830 drev orgelbyggeri i Vester Sottrup. 1830 flyttede det til Aabenraa. Spillebordet er indrettet i en niche i orgelhusets sokkel. Facadepiberne er af nyere dato – da de originale tinpiber blev konfiskeret under 1. Verdenskrig.

## Kirkeskibet
Kirkens kirkeskib er Skoleskibet Danmark, bygget af fisker H.C. Hansen, Sottrupskov i 1954.

## Kalkmalerierne
På korets hvælv og vægge fremkom 1934 spor af en kalkmalet dekoration, hvoraf hvælvets og korbuens afdækkedes og restaureredes 1941, mens underlaget for væggenes udmaling var så ødelagt, at malerierne her overkalkedes. Ved reparation fremkom endvidere to indvielseskors på skibets nordvæg samt på slutstenen i skibets vest hvælv et bomærkeskjold svarende til det i korets vest-hvælv. Kalkmalerierne, fra 1500—1525 er dekorationer som består af rankeværk med store kolbeblomster, småfrugter, vrængemasker og enkelte fugle. Øst-hvælvets slutsten er i pudsen formet som en stjerne, mens vest-hvælvets bærer malerens bomærke; midt i dette hvælvs fire kapper lindes de fire evangelisttegn, i nord ørnen, i øst englen, i syd løven og i vest oksen. Ribberne har røde, gule og grå bånd vekslende med hvide, mens rankeværket er grønt med sorte konturer af farver er i øvrigt anvendt mørk og lys okker, sort, dodenkop, mønje og cinnober samt den sjældent forekommende blå farve, som genfindes i Broager Kirke. På nordre korbuevange afdækkedes desuden konturerne af to ca. 35 cm høje figurer, en let skrævende kriger med en kvinde ved sin side, alt omgivet af en 10 cm bred ramme, hvis øvre kant løb langs kragstenen. Ingen farver var synlige, blot »Figurernes Omrids og Flader såvel som rammens stod afrevne som en grå, sandet Flade«. Hvidtebunden uden om figurerne var derimod velbevaret. Det er muligvis resterne af et aftrukket maleri eller aftrykket af en reliefformet dekoration, i hvilken hvidtebunden har dannet den synlige baggrund. Under restaureringen fremkom endvidere bag alteret på øst-hvælvets øst-kapper en senere, sort begravelseskalkning samt oven på et par hvidtelag et groftmalet, blåt draperi med en bred orange skillelinje mellem draperiet og den blåkalkede væg; antagelig overkalket 1863.

## Guldbryllupsstolene
Som et minde om Christian Paulsen fra Fuglsang vil man i Sottrup Kirke kunne se to af hans stole, som fremover vil blive taget i brug som hædersplads for guldbrudepar, som i dagens anledning deltager i den kirkelige handling. I Sønderjylland er der fra gammel tid stadig mange steder tradition for en kirkelig velsignelse i forbindelse med guldbryllup.
Den ene stol har Christian lavet som kopi af den anden. Øverst på rygstykket og nederst på sargen er der på den originale stol udskåret en fugl med udbredte vinger - den prøjsiske ørn. Men på den stol, som Christian lavede, ændrede han hoved og næb til en due, da han ikke brød sig om det tyske islæt med ørnen. Hermed understregede han i det stille sit nationale tilhørsforhold og tilkendegav samtidig, at han var en fredens mand".

## Kirkegården
I den vestlige del af kirkegården er der en mindelund med danske og tyske gravsten og kors fra de Slesvigske krige og 1. verdenskrig. Mindestenen fra 1. verdenskrig har indskriften: „Minde om 48 unge Mænd fra Sottrup Sogn som faldt i 1. verdenskrig. En grav med faldne preussiske soldater fra 1864 er overdækket med sprængte betonstykker fra Dybbølskanserne. Der er også en mindesten for en grænsegendarm, der døde i en koncentrationslejr under 2. verdenskrig.
Hvert år i pinsen lægges der fire kranse på kirkegården for at mindes de forskellige krige, der har været årsag til så mange soldaters død igennem tiderne.

## Galleri
- Sottrup Kirke
- Prædikestolen og alteret
- Kirkens orgel
- Orgelpiberne
- Dansk mindesten for 27 faldne soldater i 1849
- Tysk krigergrav fra 1864
- De tyske krigergrave
- Mindesten for de 48 faldne i 1. Verdenskrig